# BZP
BZP (A2), bensylpiperazin är en partydrog, oftast i form av piller.